# Witbrauwkruiper
De witbrauwkruiper  (Climacteris affinis) is een zangvogel uit de in Australië inheemse familie Climacteridae (Australische kruipers). De vogel lijkt in gedrag en manier van foerageren op de niet in Australië voorkomende boomkruipers of boomklevers maar is daarmee niet verwant. Het geslacht behoort tot een familie die een geheel aparte clade vormt binnen de oscines (eigenlijke zangvogels). Hun naaste verwanten zijn clades als de liervogels en de honingeters die ook exclusief voorkomen in Australië en/of  Nieuw-Guinea.

## Kenmerken
De witbrauwkruiper is ongeveer 14 cm lang. De vogel is grijsbruin van boven en heeft een grijze borst met een duidelijke witte streping. De vogel lijkt sterk op de grijze kruiper  (Climacteris picumnus). De witbrauwkruiper is echter kleiner, de streping op de borst is meer uitgesproken en (zoals de ongelukkig geformuleerd Nederlandse naam al zegt) heeft een duidelijke witte wenkbrauwstreep.

## Verspreiding en leefgebied
Er zijn twee ondersoorten:
- C. a. superciliosus in de droge delen van ZW-Australië  tot in het midden van dat land.
- C. a. affinis ZW-Queensland, W-New South Wales, NW-Victoria en het zuidoosten van Zuid-Australië.

Het leefgebied bestaat uit een aantal typen droge bossen, soms met weinig ondergroei, verder scrubland.

## Status
De vogel heeft een groot verspreidingsgebied maar het voorkomen is  grillig en meestal is de vogel niet algemeen. Verder neemt het aantal plaatselijk af. In de staat Victoria heeft de witbrauwkruiper een beschermde status krachtens de flora and fauna guarantee act. De aantallen noch de  afname is  gekwantificeerd. Voorlopig blijft daarom de status van de hele populatie niet bedreigd.